# برج حکلا
برج حکلا (به فرانسوی: Tour Hekla) یک ساختمان بلندمرتبه در فرانسه است که در پوتو واقع شده‌است.